# خوسه ایگناسیو گوتیرس
خوسه ایگناسیو گوتیرس (اسپانیایی: José Ignacio Gutiérrez‎؛ زادهٔ ۱ دسامبر ۱۹۷۷ ‏(۴۷ سال)) دوچرخه‌سوار اهل اسپانیا است. وی در مسابقات تور دو فرانس و جیرو دیتالیا شرکت کرده است.